# Adolf-Jäger-Kampfbahn
L'Adolf-Jäger-Kampfbahn, également surnommé l'AJK, est un stade de football allemand situé à Ottensen, quartier ouest de l'arrondissement d'Altona de la ville de Hambourg.
Le stade, doté de 8 000 places et inauguré en 1908, sert d'enceinte à domicile à l'équipe de football de l'Altonaer FC 1893.
Le stade, un des plus anciens du pays, porte le nom d'Adolf Jäger, footballeur et ancienne gloire de l'Altonaer 1893 dans les années 1910 et 1920.

## Histoire
Les travaux du stade débutent en 1908. Il est inauguré le 30 août 1908 lors d'une victoire 7-1 des locaux de l'Altonaer 1893 sur le Lübecker BC.
Au début de l'année 1921, le stade, alors en location, est racheté par le club qui entreprend alors de l'agrandir. Le 30 octobre 1921, il est inauguré devant 16 000 spectateurs lors d'un match nul 1-1 entre l'Altona 93 et le Hambourg SV.
En 1944, le stade prend le nom d'Adolf Jäger en hommage au joueur international allemand, qui a joué comme attaquant à l'Altona 93 de 1907 à 1927.
Le record d'affluence au stade est de 27 000 spectateurs, lors d'une défaite 4-1 de l'Altona 93 contre le Hambourg SV le 8 mars 1953.
La tribune principale est inaugurée en 1958.
En 2001, les bancs en bois de la tribune principale sont remplacés par 1 400 sièges du bloc de l'ancien Volksparkstadion.
Lors de la saison 2008-09, l'Altona 93 doit disputer ses matchs à domicile au Stade Hoheluft car l'Adolf-Jäger-Kampfbahn ne remplit alors par les critères de la nouvelle Regionalliga Nord (D4 allemande). Après avoir été relégué en fin de saison, le club retourne jouer dans son stade traditionnel lors de la saison suivante.
Entre 2011 et 2013, l'équipe de football américain des Hambourg Blue Devils joue ses matchs à domicile au stade.

## Galerie

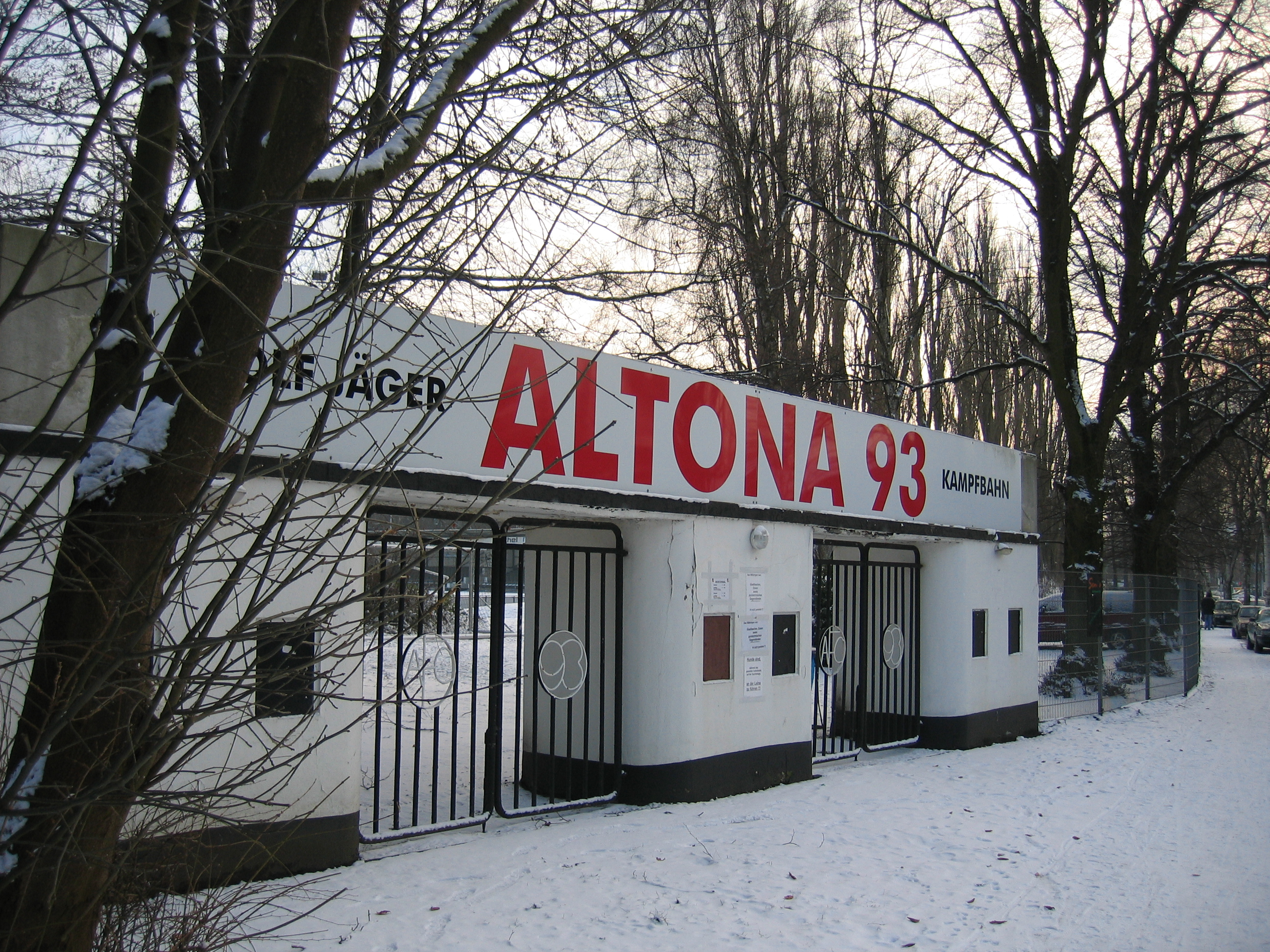
Entrée du stade (le 26 décembre 2005)
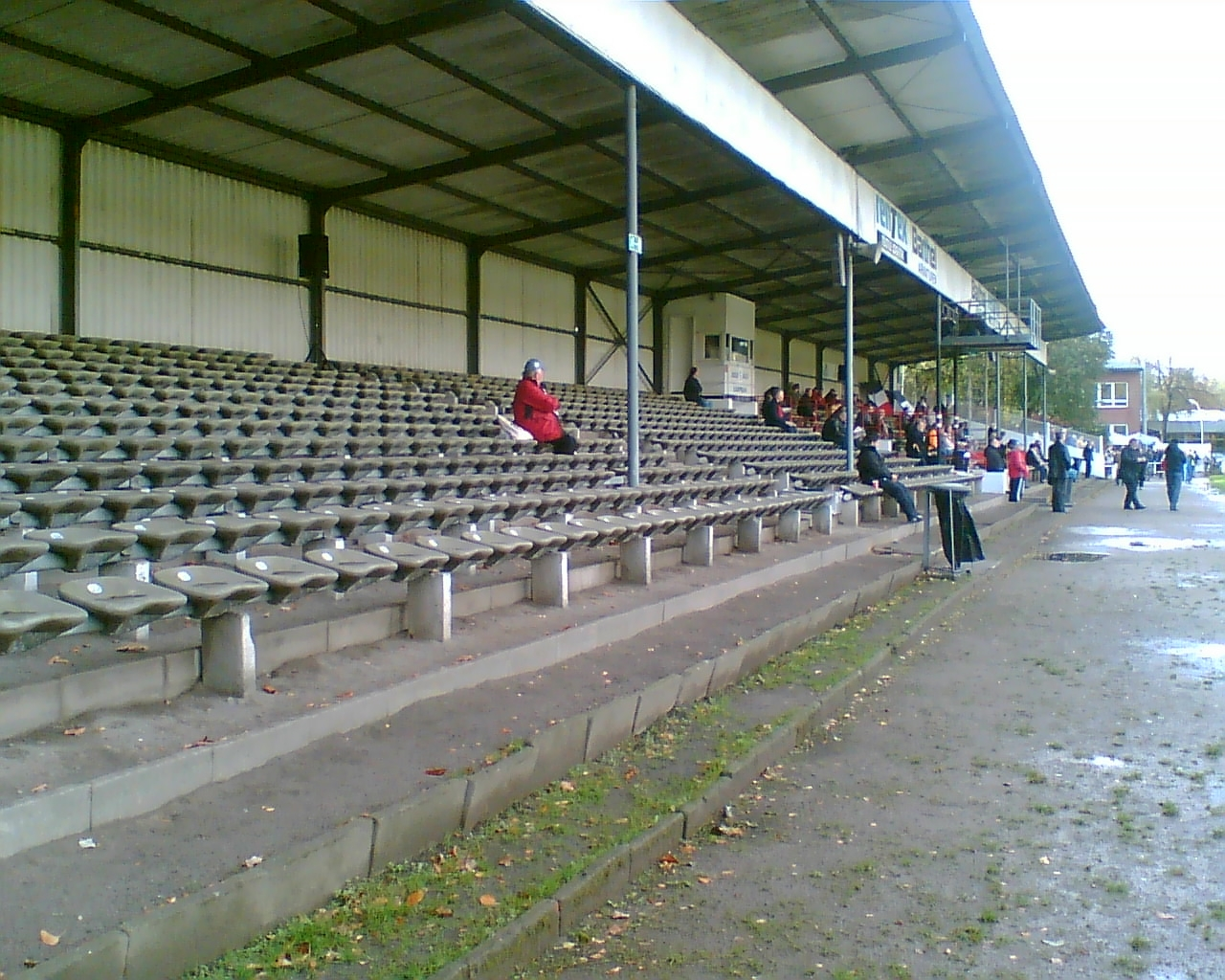
Tribune du stade